# Fenestella agrestis
Fenestella agrestis is een mosdiertjessoort uit de familie van de Fenestellidae. De wetenschappelijke naam van de soort is voor het eerst geldig gepubliceerd in 1894 door Pocta.